# Orașu Nou
Orașu Nou es una comuna ubicada en el distrito de Satu Mare, Rumania.

## Superficie
Posee una superficie de 63,22 kilómetros cuadrados.

## Demografía
Hasta 2021 la población era de 3389 habitantes, con una densidad de población de 53,61 habitantes por kilómetro cuadrado.